# Bauerschaft Richrath

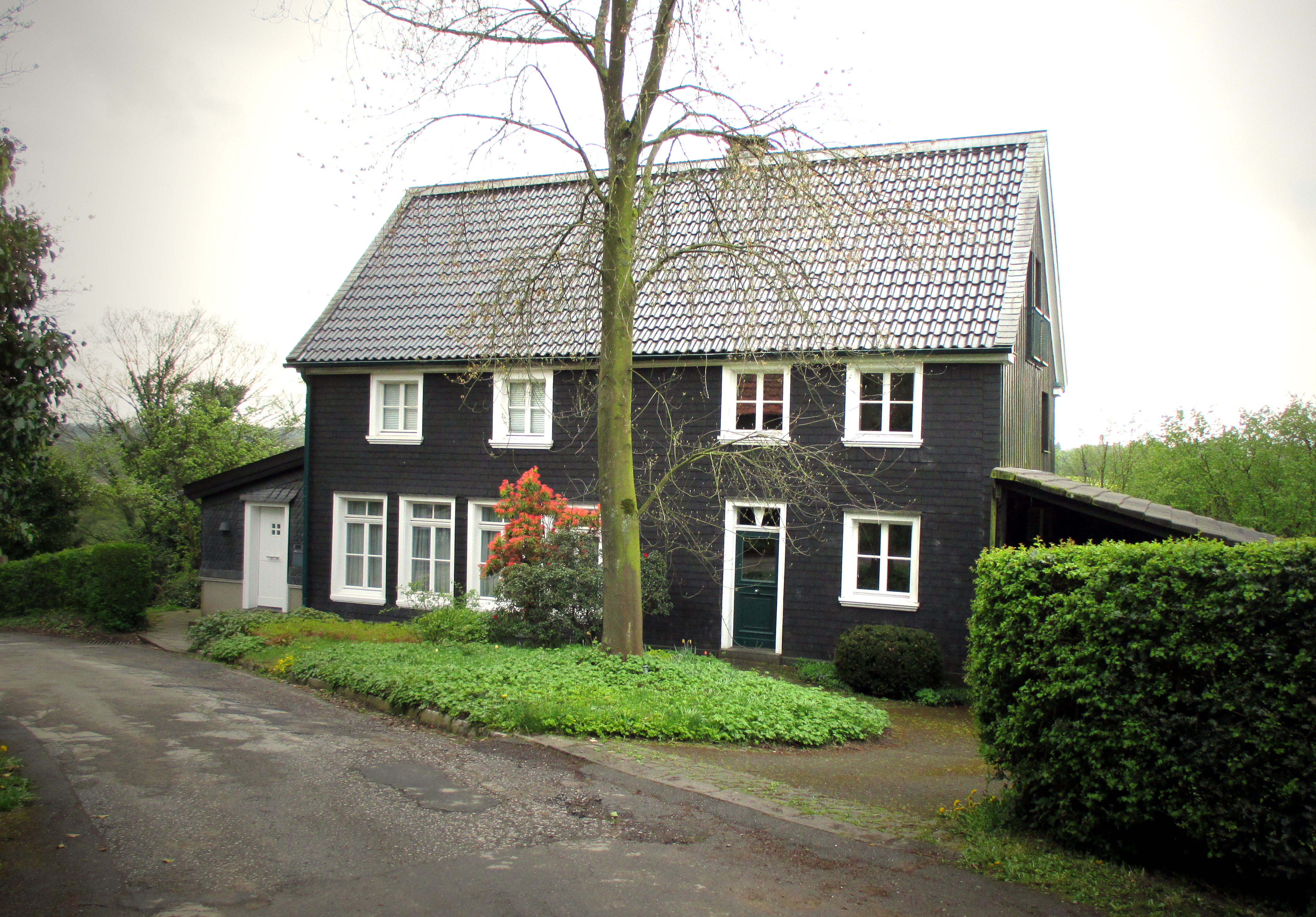
Die alte Richrather Schule im Zentrum der ehemaligen Bauerschaft ist heute ein Wohnhaus

Die Bauerschaft Richrath war bis zum 19. Jahrhundert eine der untersten Verwaltungseinheiten im ländlichen Außenbezirk der bergischen Bürgermeisterei Hardenberg im Kreis Mettmann  bzw. Kreis Elberfeld des Regierungsbezirks Düsseldorf innerhalb der preußischen Rheinprovinz.
Zuvor gehörte die Bauerschaft zur Herrschaft Hardenberg im Herzogtum Berg. Im Zuge einer Verwaltungsreform innerhalb des Großherzogtums Berg wurde 1808 die Bürgermeisterei Hardenberg gebildet.
Laut der Statistik und Topographie des Regierungsbezirks Düsseldorf von 1832 gehörten zu der Bauerschaft folgende übergeordnete Ortschaften und Wohnplätze: Auf dem Schwardt, Zu Müllers, Rubenhaus, Zu Thunes, Zu Hamers, Häntches, Cleff, Zu Witten, Aufm Lomberg und Zu Tonscheid.
Das Gemeindelexikon für die Provinz Rheinland listet die Ortschaften und Wohnplätze 1888 detailliert auf: Alaunfabrik, Altenfeld, An der Schmiede, Apotheke, Backeseichholz, Backeshof, Bleiberg, Böckenbusch, Brombeer, Buschkothen, Dasterei, Eichholzhäuschen, Ernsthaus, Fell, Fischerskothen, Grünensiepen, Hackland, Hänschesbruch, Häntscheshof, Hamershäuschen, Hamershof, Höchsten, Horst, Jackbietz, Jöver, Kalkbüschgen, Kipp, Kirschenknapp, Kittelskothen, Kleff, Klever Eichholz, Kleverhof, Knollenberg, Küpperskothen, Rützkothen, Loch, Lomberg, Mark, Möllershäuschen, Möllershof, Möllersmühle, Mosbruch, Okerskothen, Oberste Bleiberg, Passiepen, Pollock, Prinz Wilhelm Grube, Richrather Schule, Rübenhaus, Schlotkothen, Schwardt, Schwardterhäuschen, Schwardter Schmiede, Schwickshäuschen, Schwickshof, Siepken, Steinknapp, Stüsken, Stüppershof, They, Thünershäuschen, Thünershof, Thünershütte, Tonscheid, Velau, Waschenberg, Wittenhäuschen, Wittenhaus, Wolfssiepen und Zibbenhaus. Zu dieser Zeit lebten in diesen Orten 743 Menschen in 95 Wohnhäusern.